# Antoine Paillet
Pour les articles homonymes, voir Paillet (homonymie).
Antoine Paillet (né en 1626 - mort le 29 juin 1701 à Paris) est un peintre français du règne de Louis XIV.

## Biographie
Fils de Charles Paillet, brodeur et valet de chambre du roi, Antoine Paillet se forma à l'art de la peinture dans l'atelier de Sébastien Bourdon. Il fut agréé à l'Académie royale de peinture et de sculpture le 6 juillet 1658, puis fut reçu à l'Académie en tant que peintre d'histoire sur présentation d'un Triomphe d'Auguste après la bataille d'Actium (perdu). Il devint professeur de l'Académie royale en 1662, puis recteur en 1663.
Dès sa réception à l'Académie, il reçut des commandes prestigieuses : entre 1659 et 1660, il fut chargé de peindre les décors du plafond de la chambre de Charlotte Séguier, duchesse de Sully, à l'Hôtel de Sully, dont un Sommeil d'Endymion au centre du plafond, et une Allégorie de l'Harmonie dans l'alcôve (encore en place in situ). En 1660, il reçut la commande du May de Notre-Dame, et peignit ainsi Le Martyre de saint Barthélemy (Lyon, cathédrale Saint-Jean).
Dans les années 1670, il fit partie de l'équipe d'artistes chargée des décors des Grands Appartements de Versailles : il intervint notamment dans la Salle des Gardes de la Reine (actuelle Antichambre du Grand Couvert) dont le décor, en lien avec la fonction de la pièce, évoque le monde militaire : Paillet fut chargé de peindre des compositions en camaïeu d'or sur les voussures du plafond, sur le thème des femmes fortes et des grandes guerrières de l'Histoire : Clélie fuyant avec ses compagnes, Artémise combattant les grecs à la bataille de Salamine, Zénobie combattant contre l'empereur Aurélien et Hypsicrate suivant son époux Mithridate à la guerre, ainsi qu'un tondo au centre de la voussure nord : La Fureur et la guerre devant le temple de Janus.
Il reçut différentes commandes dans les décennies suivantes : en 1682, il fit partie d'un groupe d'artistes chargés de réaliser des tableaux commandés par Gabriel Vendages de Malapeire pour sa chapelle « Notre-Dame du Mont Carmel » au couvent des Grands Carmes à Toulouse. Il peignit ainsi une Annonciation (1682, Toulouse, musée des Augustins). En 1690, il participa à la réalisation de tableaux pour l'abbatiale de Saint-Riquier, en Picardie, aux côtés de plusieurs jeunes artistes, et peignit à cette occasion une Oblation de saint Maur et saint Placide enfants entre les mains de saint Benoît.
Il exposa au Salon de 1699 une série de trumeaux entre autres sur le thème de Renaud et Armide (perdus).
Il était parent avec le graveur Guillaume Vallet.

## Œuvres

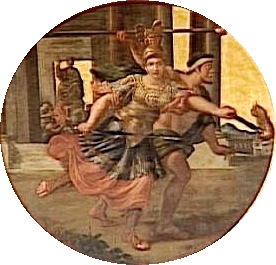
La Fureur de la guerre devant le temple de Janus, vers 1672, Versailles, musée national du château.

- Lyon, Primatiale Saint-Jean, Le Martyre de saint Barthélémy et de saint Gervais, 5 m par 3,60. 
  - Historique d'après le site « Mistral » : Offert par les orfèvres Pierre Marcadet et Nicolas Petit à la cathédrale de Notre-Dame de Paris en 1660, il a été saisi sous la Révolution. Il a transité par le dépôt des petits Augustins à Paris et la collection Lebrun avant de se retrouver à la grande aumônerie impériale. Le cardinal Fesch l'a envoyé à la cathédrale de Lyon où il est signalé dès 1815.
- Montesson, église paroissiale Notre-Dame, Annonciation attribuée à Antoine Paillet.
- Paris, Beaux-Arts de Paris, Homme nu posant dans l'attitude du Laocoon, pierre noire et craie, 0.581 x 0,521 m[5].
- Paris, Beaux-Arts de Paris, La colonne Théodose, ensemble de seize dessins, sanguine, plume, encre brune, lavis brun et rehaut de blanc, 0,357 x 0.6 m[6],[7].
- Saint-Riquier, abbatiale de Saint-Riquier, Oblation de saint Maur et saint Placide entre les mains de saint Benoît, Classé monument historique, au titre d'objet le 25 mai 1907[8],[9]

## Iconographie

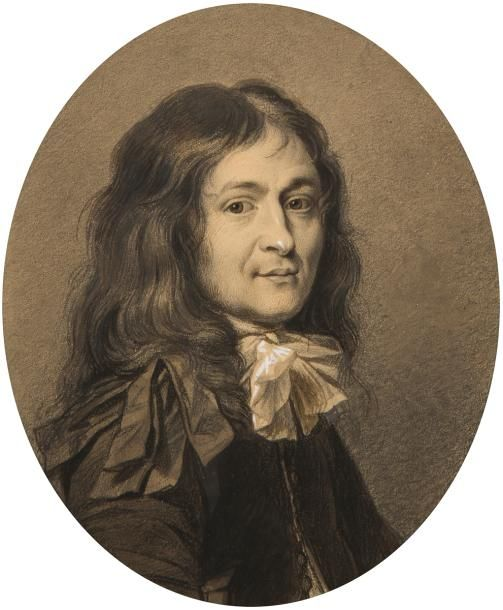
Portrait d'Antoine Paillet par Jean-Urbain Guérin.

Le portrait le plus connu d'Antoine Paillet est celui réalisé par le peintre Florent Richard de Lamarre comme morceau de réception à l'Académie royale de peinture et de sculpture, le 30 janvier 1677. L'oeuvre à présent conservé au musée national du château de Versailles, en dépôt du musée du Louvre,.
Un autre portrait d'Antoine Paillet, datant aussi du XVIIe siècle, est conservé dans une collection privée au début du XXIe siècle. Jean-Urbain Guérin en a réalisé un dessin, vendu aux enchères par l'intermédiaire d'Ader à l'hôtel Drouot le 15 décembre 2017 (lot 71).